# یانگ ونیی
یانگ وِنیی (انگلیسی: Yang Wenyi؛ زادهٔ ۱۱ ژانویه ۱۹۷۲) شناگر اهل چین است.
وی در مسابقات کشوری و بین‌المللی در مجموع برندهٔ ۲ مدال طلا، ۳ مدال نقره شده‌است.